# Bayerisch Eisenstein
Bayerisch Eisenstein (in bavarese Boarisch Äsnstoa, in ceco Bavorská Železná Ruda) è un comune tedesco di 1 120 abitanti, situato nel land della Baviera.